# Surface-conduction electron-emitter display
Surface-conduction Electron-emitter Display (SED) è una tecnologia di televisori ideata da Toshiba e Canon, presentata al CEATEC nell'ottobre 2004.

## Sviluppo
I nuovi televisori SED sarebbero dovuti entrare in produzione già nell'agosto del 2005, per essere posti in vendita nella primavera del 2006. 
Il vicepresidente di Toshiba, invece, nel mese di marzo 2006 ha deciso di posticiparne la produzione al 2007, con ingresso nel mercato nel 2008.
Infine, Canon ha annunciato la volontà di non proseguirne lo sviluppo per i costi di produzione troppo elevati.

## Descrizione
Nella tecnologia SED, ogni singolo pixel è un microscopico tubo catodico, con fosfori luminosi che vengono accesi da un flusso di elettroni.
La tecnologia SED unisce le qualità tecnologiche dei tubi catodici, come contrasto dell'immagine riprodotta e velocità di risposta, alla praticità di uno schermo piatto al plasma o di uno schermo a cristalli liquidi (LCD).
L'efficienza energetica risulta simile a quella di un LCD e superiore a quella degli schermi dei televisori al plasma.